# ウズベキスタンの言語
本項目では、ウズベキスタンの言語について述べる。

## 概要
ウズベキスタンの独立以降しばらくはウズベク語とロシア語が公的な文書において使用されていたが、1995年12月に憲法が改正され、ウズベキスタン憲法第四条及び「国家言語法」によりウズベク語が公用語の地位を獲得することになった。
ウズベク・ソビエト社会主義共和国時代はウズベク語とロシア語が公用語の地位を獲得していた。現在、ウズベキスタンではウズベク語とロシア語の他に、主にウズベク人以外の少数民族によってキルギス語、トルクメン語、カザフ語、カラカルパク語、タタール語、クリミア・タタール語、ノガイ語、ウイグル語などのテュルク諸語の他タジク語やブハラ語などの言語が話されている。地方ではウズベク語を母語とする者の割合が高いが、首都タシュケントでは人口の約半数がロシア語話者であり、ロシア語が日常的に使用されている。また、大学ではウズベク語とロシア語による講義が行われており、研究活動を行う者はほぼロシア語環境で研究を行なっている。一方で、英語が通じることは少なく、2005年時点の調査では、英語を話すことができると答えた人々の割合は9％にすぎず、ロシア語を話すことができると答えた人々の割合は中央アジア全体で80％を超えている。

### ウズベク語

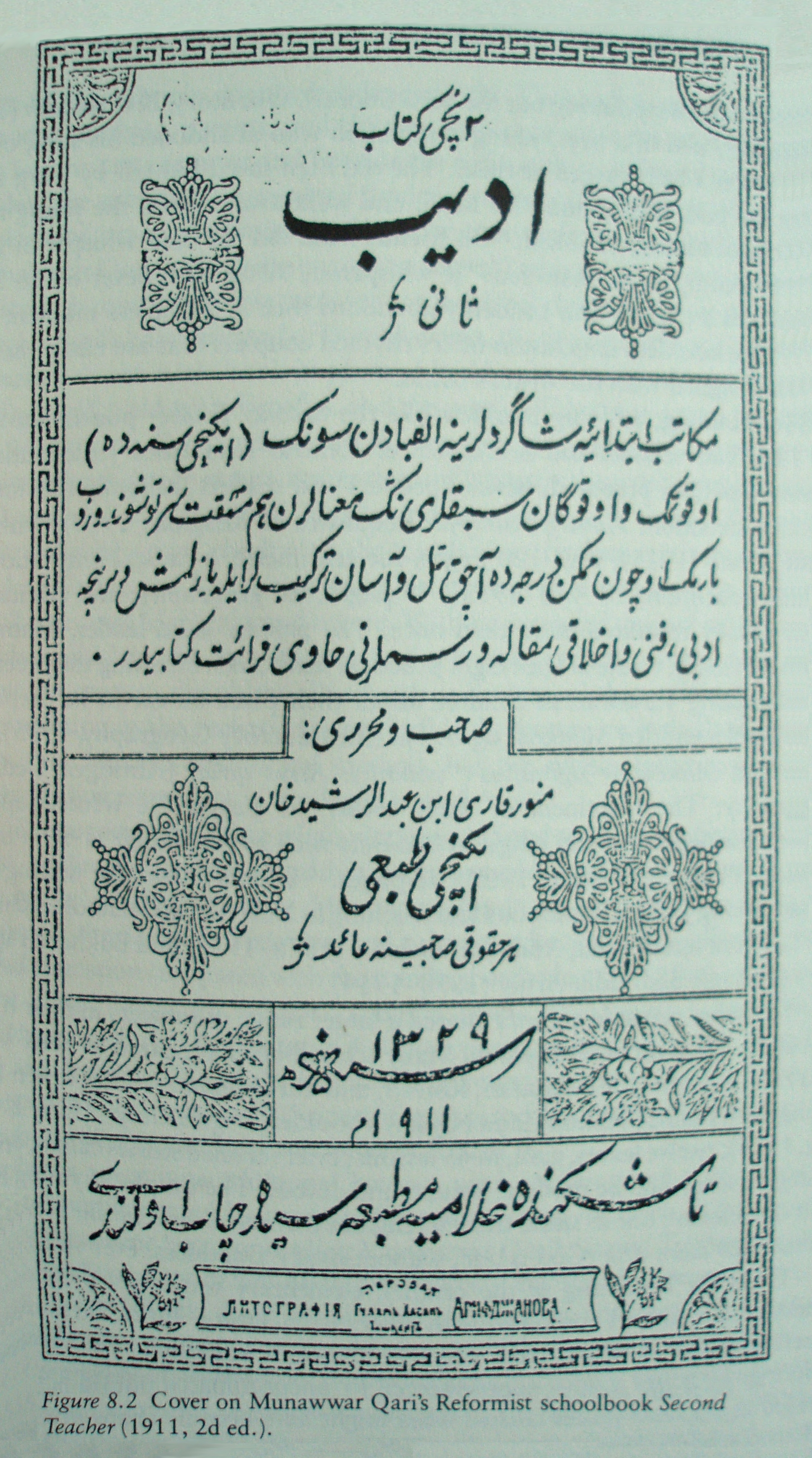
ナスタアリーク体で書かれたウズベク語の出版物、1911年

唯一の公用語であるウズベク語は国内の全人口の約80％を占め、ウズベク人がウズベク語を母語としている。ウズベク語自体はウズベキスタンの他、中央アジアの周辺諸国に話者がおり、話者の全人口は約2700万人と推定されている。
1920年代以前、ウズベク人が筆記に使用していた言語はテュルキ（西洋の学者にはチャガタイ語として知られていた）であり、 アラビア文字の筆記体であるナスタアリーク体を使用して書かれていた。1926年、新たにラテンアルファベットが導入され、1930年代を通していくつかの文字改正を経た。1940年には再び文字改訂が行われ、ソビエト連邦政府によりキリル文字の導入が行われた。キリル文字の使用はソビエト連邦の崩壊まで続いたが、1993年ウズベキスタンは再度ラテン文字を正書法として制定、1996年に法制化が行われ2005年以降は学校で教える際にラテン文字を使用した指導を行うようになった。この表記文字の移行はウズベキスタン独自のアイデンティティを強調する政府の政策であるといえる他、ラテン文字を使用する同じチュルク語族のトルコ語・トルコ文化圏への接近ともされる。実際には教育現場におけるラテン文字表記の教科書の不足や、キリル文字で書かれた過去の文献の参照が困難になるなどの弊害が出ている。このような経緯もあり、2012年11月、ウズベキスタン政府は出生届や死亡届、婚姻届などの公的な文書においてロシア語の使用を認めることとなった。また、ウズベク語でのキリル文字表記も併用して使われている。

### ロシア語
ロシア語はロシア人やウクライナ人、ベラルーシ人等のスラブ系民族や朝鮮系の高麗人の母語となっており、全人口の14.2％に当たる人々が第一言語として使用している。その他の人々もその多くがロシア語を第二言語として使用している。異民族間でコミュニケーションを取る際に重要な言語であり、特に都市部でこの傾向が強い。また、ビジネス・学術などの分野ではロシア語の使用が必須とされることも多く、ほとんどの大学教育においてはロシア語が教授言語となっている。初等教育から教授言語はウズベク語とロシア語に分かれており、大学進学やビジネス面において有利になるためウズベク人であっても教授言語にロシア語を選択する者も多い。さらに、ロシアで働くウズベク人は不法滞在者も含めると数百万人に及ぶともされ、ロシア語の習得は不可欠となっている。
しかしながら、ソ連時代まではロシア語も公用語とされていたが、独立後に民族主義の高まりを受けて外されたことで学校教育においてもロシア語は重要度が低下し、地方農村部ではあまり使用されず、若年層ではロシア語が話せない人も多くなっている。独立以降にロシア語を公用語に残した隣国のカザフスタンやキルギスに比べるとロシア語の重要度の低下は著しく、教授言語をウズベク語で受けた場合は、都市部の若者でさえロシア語が話せない、理解できない層が増えてきているのが実情であり、ロシア語よりも英語が得意な人が増えている。

### タジク語
サマルカンドやブハラなど、タジキスタンとの国境に近い領域サマルカンドやブハラ、シャフリサブス、キタブなどのウズベキスタン南部地域、ナマンガン、コーカンド、フェルガナ、カサン、カニバダムなどのフェルガナ盆地地域、アハンガラン、バギスタンなどのシルダリヤ川沿岸地域ではタジク語が広範囲にわたって話されており、ウズベク語以上に使われている地域もある。しかしタジク語は公用語ではなく、タジク人用の学校もしくはタジク語学科を持つ大学などの特殊な環境を除き公的な場所での使用は禁止されており、あくまでもコミュニティ内や家庭内などで話される言語となっている。また、タジク語話者はほとんどがウズベク語話者でもあり、各言語ごとの話者数を見た際、彼らはウズベク語話者としてカウントされるため、統計上でのタジク語話者の割合は4.4%と低くなっている。しかし、全人口の20%～30%前後がタジク人とされるために、タジク語話者も同程度いるものと推測される。政府がタジク語に敏感である理由として、ウズベク民族主義を推し進める政府と、隣国のタジキスタンの一部勢力が主張する国内のサマルカンドやブハラなどのタジク人地域のタジキスタンへの編入を阻止する狙いがある。